# سيداف
السيداف (الاسم العلمي:Pteropyrum) هو جنس من النباتات يتبع فصيلة البطباطية من رتبة القرنفليات.

## أنواع
- سيداف مكنسي (الاسم العلمي:Pteropyrum scoparium)
- سيداف أوشيري (الاسم العلمي:Pteropyrum aucheri)
- سيداف أوليفيري (الاسم العلمي:Pteropyrum olivieri)
- سيداف نوفلي (الاسم العلمي:Pteropyrum naufelum)
- سيداف صري (الاسم العلمي:Pteropyrum noeanum)